# Foederati
Foederati (łac. foederati – konfederaci lub sprzymierzeńcy) – barbarzyńskie ludy, które począwszy od IV wieku osiedlano na mocy porozumienia na terytorium cesarstwa rzymskiego. Foederati dostawali ziemię w zamian za obronę państwa, ale często to oni okazywali się największym zagrożeniem (np. Wizygoci osiedleni w Tracji).